# Шинзо Абе
Шинзо Абе (јап. 安倍 晋三; Нагато, 21. септембар 1954 — Нара, 8. јул 2022) био је јапански политичар и бивши премијер Јапана (90. по реду, први пут изабран на седници јапанске скупштине, 26. септембра 2006). На изборима 2012. године је поново изабран на ову функцију, 26. децембра 2012. године наследивши Џуничиро Коизумија. Абе је био најмлађи премијер у јапанској историји и први премијер Јапана рођен након Другог светског рата. Почетком 2019. године, Абе је надмашио Шигеру Јошиду и постао други по дужини вршења премијерске дужности у послератном Јапану и трећи по дужини у јапанској историји.
Абе је конзервативац кога су политички коментатори описали као десничарског националисту. Био је члан ревизионистичке Нипон Кајги и имао је ревизионистичке погледе на јапанску историју, укључујући и порицање улоге владине принуде у регрутовању сексуалног робља током Другог светског рата, позицију која је створила напетост са суседном Јужном Корејом. Он се сматрао тврдокорним у односу на Северну Кореју и залаже се за ревизију члана 9 пацифистичког Устава како би се омогућило Јапану да одржава војне снаге. Абе је међународно познат по економској политици своје владе, названој Абеномика, која се бави ублажавањем монетарне политике, фискалним стимулацијама и структурним реформама.

## Биографија
Абе потиче из једне од најугледнијих јапанских породица политичара (његови дјед Кан Абе и отац Шинтаро Абе су били угледни политичари). Преко супруге Јоко Киши је повезан са некадашњим премијером Јапана Нобусукијем Кишијем.
Након студија у Јапану и САД, године 1979. запослио се у компанији „Коби стил“. Од 1982. године је радио у Министарству спољашњих послова Јапана, бавећи се политиком у склопу владајуће Либерално-демократске странке. Године 1993. је први пут изабран за посланика у Народној скупштини Јапана.
Дана 20. септембра 2006. године, странка га је предложила као кандидата за новог премијера, па је 29. септембра 2006. године замијенио дотадашњег премијера Џуничира Коизумија.
Оставку на мјесто премијера је поднио 12. септембра 2007. године, а наслиједио га је Јасуо Фукуда.
После убедљиве победе ЛДП-а на парламентарним изборима 2012. се 26. децембра 2012. вратио на место премијера Јапана.
Поново је поднио оставку на мјесто премијера 16. септембра 2020. године, након што је 28. августа најавио повлачење са свих функција због лошег здравственог стања, а наслиједио га је Јошихиде Суга.
Посетио је Србију 15. јануара 2018. године у склопу међународне турнеје, приликом које је још посетио и Естонију, Летонију, Литванију, Бугарску, и Румунију. Био је први јапански премијер који је званично посетио Београд након 31 године, када је Јасухиро Накасоне званично посетио СФР Југославију 1987.
На Видовдан 28. јуна 2022. године је, у склопу Видовданске свечаности у Председништву поводом ступања на други председнички мандат, између осталих Абе одликован Орденом Републике Србије на ленти од стране председника Србије Александра Вучића. Није лично присуствовао додели.
Дана 8. јула 2022. године у Нари, је на њега извршен атентат у 11.30 часова по локалном времену. У том тренутку је држао предизборни говор. Тецујо Јамагами, који је починилац, је ухватила полиција. Абе је преминуо неколико сати после у болници у Нари.